# Isotropis wheeleri
Isotropis wheeleri är en ärtväxtart som beskrevs av George Bentham. Isotropis wheeleri ingår i släktet Isotropis och familjen ärtväxter. Inga underarter finns listade i Catalogue of Life.